# Drapeau de l'île d'Elbe
Le drapeau de l'île d'Elbe fut utilisé pendant la période de séjour de Napoléon Bonaparte en tant que souverain de l'île d'Elbe, du 4 mai 1814 au 26 février 1815. Le drapeau, offert par Napoléon à son arrivée sur l'île, a été hissé sur le point culminant de Portoferraio le jour du débarquement de l'empereur sur l'île. Le drapeau d'origine est conservé dans la résidence Napoléon, la Palazzina dei Mulini à Portoferraio. La signification de l'insigne choisi par l'empereur a longtemps été et continue d'être un sujet de débat parmi les historiens.

## La bande rouge

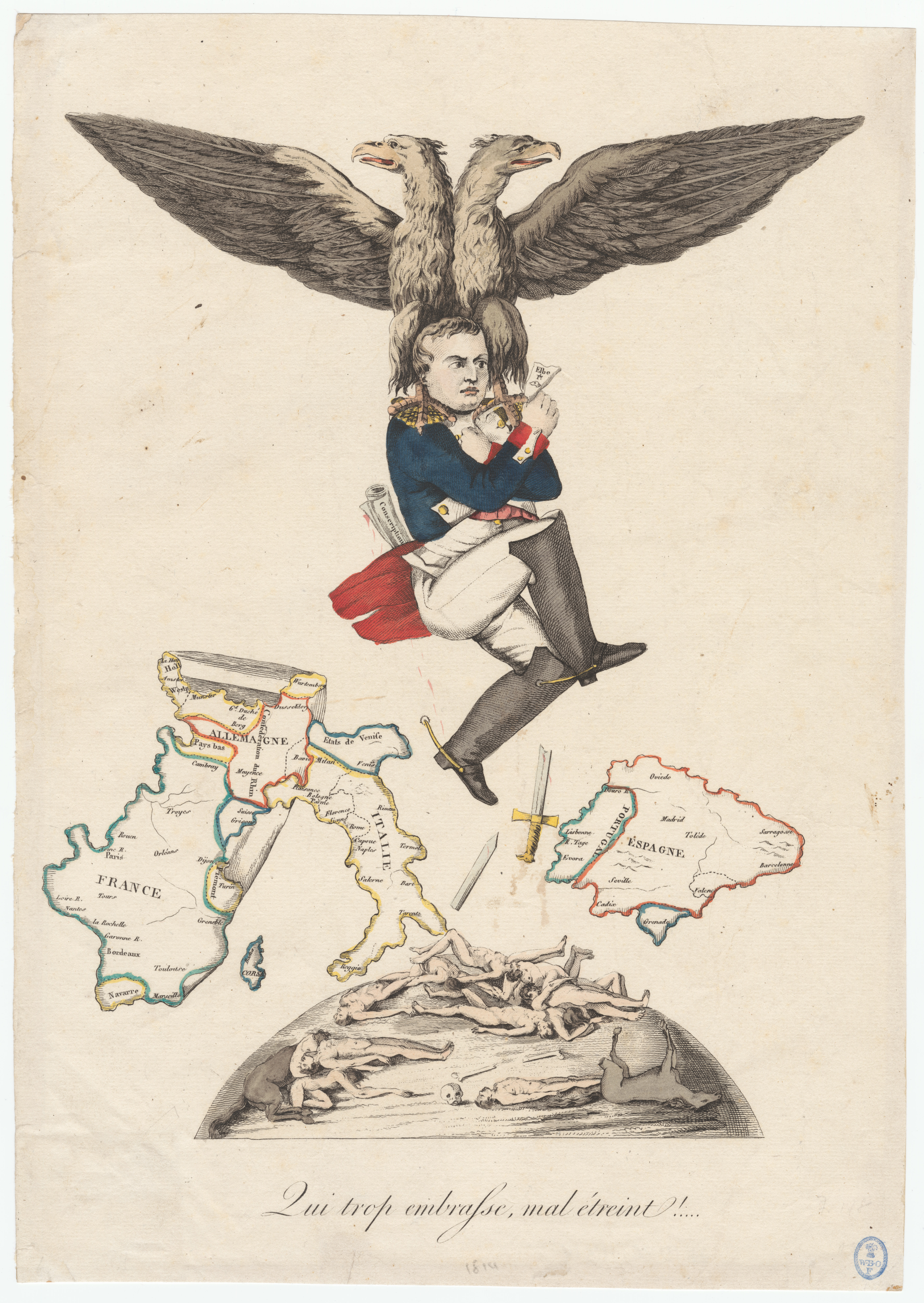
Il s'agit d'une caricature contre Napoléon, qui est emporté à l'île d'Elbe en avril 1814 par un aigle à deux têtes représentant la Sixième Coalition.

Il existe différentes théories sur l'origine de la bande rouge sur fond blanc. L'une d'elles est que les couleurs rouge et blanche ont été choisies du drapeau polonais en l'honneur du major Jan Paweł Jerzmanowski qui a suivi Napoléon dans son exil sur l'île d'Elbe. De nombreux auteurs s'accordent cependant à dire que Napoléon s'est inspiré d'un livre d'images sur les drapeaux. Le commandant de la frégate britannique HMS Undaunted, Thomas Ussher, qui a conduit Napoléon à l'île d'Elbe depuis Marseille, raconte que Napoléon avait avec lui un livre dans lequel étaient représentés tous les drapeaux de la Toscane, anciens et modernes, et il m'a demandé mon avis sur celui qu'il avait choisi. Le commissaire britannique désigné pour accompagner Napoléon sur l'île d'Elbe, Neil Campbell, confirme cette version en écrivant dans son journal : c'était aussi exactement que possible un ancien drapeau de la Toscane.

### Le drapeau du grand-duché de Toscane
Selon certains auteurs, la bande rouge sur le champ blanc a été inspirée des couleurs du drapeau du grand-duché de Toscane qui régnait sur l'île avec la maison de Médicis d'abord et la maison de Habsbourg-Lorraine ensuite. Robert Christophe mentionne que 

« l'Empereur lui-même a conçu le drapeau. Pendant les cinq jours du voyage, il étudia quelques livres sur l'île d'Elbe qu'il rapporta de Fontainebleau. Inspiré par les armoiries des Médicis, les anciens dirigeants de l'île, il a conçu un nouveau drapeau avec un fond blanc et une bande diagonale avec trois abeilles dorées sur le dessus. Le symbole de Florence aurait été apprécié par les habitants d'Elbe et les abeilles dorées, souvenir du manteau impérial, se voulaient un hommage aux soldats qui, sous le commandement de Cambronne, après avoir traversé la France, allaient atteindre Portoferraio 20 jours après »

— Robert Christophe, Napoléon : empereur de l'ile d'Elbe (1959)
Le drapeau du grand-duché de Toscane sous la maison de Médicis n'avait cependant rien à voir avec le drapeau de l'île d'Elbe à l'exception du fond blanc tandis que le drapeau de la maison de Habsbourg-Lorraine, ayant des rayures horizontales rouge-blanc-rouge, ressemble au drapeau de l'île d'Elbe en raison des couleurs.

### Drapeau de la seigneurie de Piombino
Pourtant, selon d'autres auteurs, la bande diagonale a été inspirée par un drapeau de la maison d'Appiano qui, d'abord avec la seigneurie de Piombino, puis avec la principauté de Piombino, a gouverné la ville de Piombino et, en tant que dépendant direct, l'île d'Elbe. Ce drapeau est blanc, divisé en diagonale par une bande diagonale à damier rouge et blanc, partant du haut du mât. Comme l'écrivait Vincenzo Mellini Ponçe de Léon, cela « rappelait aux habitants d'Elbe leurs premiers seigneurs, la maison d'Appiano, qui régnait sur l'île d'Elbe après l'effondrement de la république de Pise ».

### Conclusion
Napoléon, très probablement, essayant de créer quelque chose de nouveau, mais en même temps familier aux habitants d'Elbe, a été inspiré par la couleur blanche prédominante présente dans les drapeaux de la maison de Médicis et de la maison d'Appiano, par le rouge de la maison des Habsbourg-Lorraine et de la maison d'Appiano, et par la bande diagonale, sans diamants, du drapeau de la maison d'Appiano.

Drapeau de la seigneurie de Piombino, maison d'Appiano

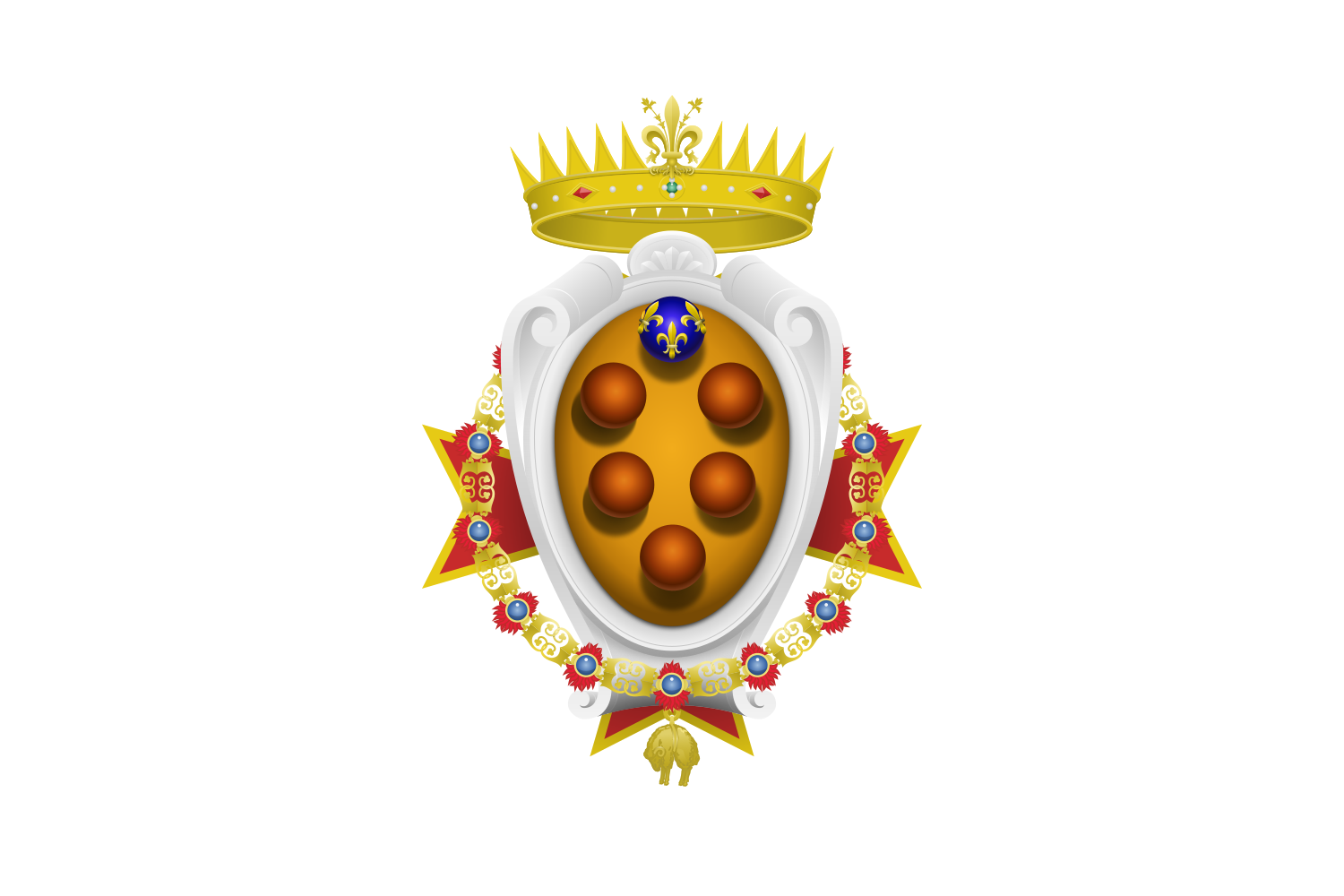
Drapeau du grand-duché de Toscane, maison de Médicis, 1562-1737

Drapeau du grand-duché de Toscane, maison de Habsbourg-Lorraine, 1765-1800 et 1814-1859

## Les abeilles d'or

Armoiries de Napoléon avec des abeilles dorées sur le manteau

Parmi les différentes hypothèses sur la signification des abeilles, l'une est que Napoléon a voulu symboliser l'unité et le travail acharné des habitants de l'île d'Elbe. Un autre, cependant, ayant suscité plus de fondement, attribue à Napoléon lui-même l'explication. S'adressant à l'amiral Thomas Ussher, il a dit qu'il avait choisi les trois abeilles parce qu'elles représentent le peuple d'Elbe qui a eu trois dirigeants et maintenant, avec moi, ils sont finalement unis sous une seule bannière.[réf. nécessaire] Les abeilles d'or sont, cependant, très souvent un symbole dans l'iconographie de Napoléon.

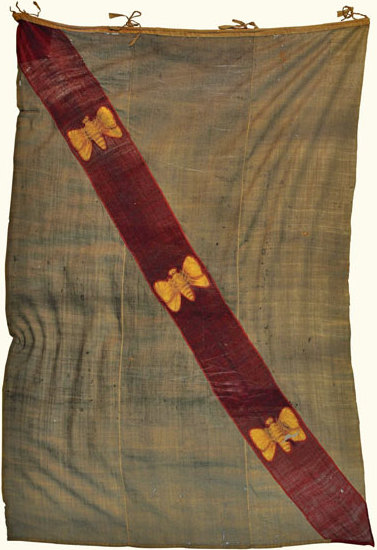
Une photographie d'un drapeau réalisé sous le règne de Napoléon sur l'île

### L'abeille dans lavexillologienapoléonienne
L'abeille a été choisie par Napoléon pour relier la nouvelle dynastie à l'ancien royaume de France. Les abeilles d'or, retrouvées en 1653 à Tournai dans la tombe de Childéric Ier, père de Clovis Ier et fondateur de la dynastie mérovingienne en 457, étaient considérées comme le premier emblème des rois de France. Elles représentaient un signe d'immortalité et de résurrection.

## La cavalerie polonaise (chevau-léger)

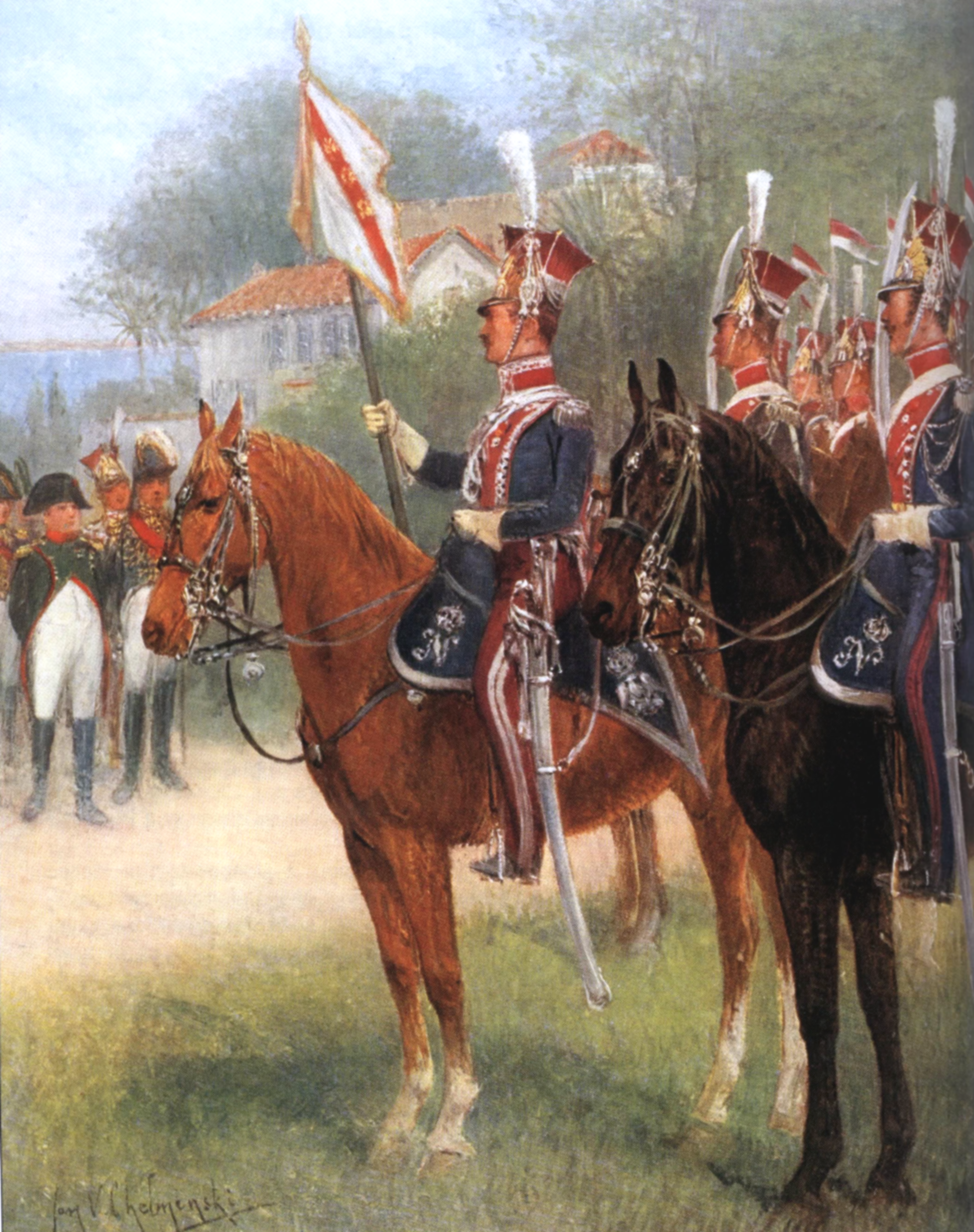
La garde d'escadron de cavalerie polonaise de Napoléon sur l'île d'Elbe - peinture de Jan Chelminski

On pense souvent que le drapeau d'Elbe a été emprunté à la cavalerie polonaise (chevau-léger), alors que c'est le contraire. Tous les soldats polonais, arrivés sur l'île d'Elbe avec Napoléon (grenadiers, artilleurs, cavaliers de chevau-léger et lanciers), furent rassemblés sous le commandement du major Jan Paweł Jerzmanowski, en un seul escadron de cavalerie. L'escadron a pris le nom de cavalerie polonaise (Chevau-légers) - Escadron Napoléon - Garde de Napoléon sur l'île d'Elbe et a reçu le drapeau d'Elbe. Ils ont ensuite été affectés à la Grande Armée pendant les Cent-Jours . Il n'y a aucune trace de l'existence de l'escadron avant 1814, tout comme il n'y a aucune trace de l'utilisation du drapeau d'Elbe par d'autres unités de la cavalerie polonaise.
Le drapeau de la cavalerie polonaise est conservé au musée de l'Armée de Paris et sous le drapeau se trouve la déclaration suivante :

« Étendard de l’Escadron de Chevau-Légers Polonais.
Escadron Napoléon - De la Garde de Napoléon à l’Île d’Elbe
(Don du Prince de la Moskowa le 12 juin 1929). »

## Utilisation actuelle
De nos jours, le drapeau de l'île d'Elbe se trouve dans les armoiries des municipalités des villes d'Elbe de Campo nell'Elba, Marciana Marina et Rio et dans l'armoirie de la province de Livourne qui se compose, à son tour, des armoiries de la ville de Livourne surmontée d'un drapeau d'Elbe.